# Erismatica
Erismatica là một chi bướm đêm thuộc họ Sesiidae.

## Các loài
- Erismatica erythropis  Meyrick, 1933